# 다카라즈카 가극단 35기생
다카라즈카 가극단 35기생은 1947년에 다카라즈카 음악학교에 입학, 1948년에 다카라즈카 가극단에 입단하여, 「쾌활한 거리」 「봄의 춤 (大津絵)」로 초무대를 밟은 46명을 가리킨다.

## 개요
이 기에는 배우 스미 하나요 (전 호시구미 톱스타, 남편 타카시마 타다오, 아들 타카시마 마사히로, 타카시마 마사노부), 전 배우로 현재는 자영업을 하는 타카치호 히즈루, 1976년 ~ 1983년까지 츠키구미 조장을 맡았던 미즈시로 타마모, 미야비 노리코 (남편 카네다 마사이치, 아들 카네다 켄이치)가 입단했다.

## 일람
| 예명            | 생일      | 출신지                     | 출신 학교                  | 예명의 유래                         | 애칭                        | 역할 | 퇴단년도 | 비고 |
| --------------- | --------- | -------------------------- | -------------------------- | ----------------------------------- | --------------------------- | ---- | -------- | --- |
| 泉八千代        | 2월 13일  | 오사카부                   | 토요나카고등여학교         |                                     | 돈짱                        |      | 1954년   | 이즈미 레이코 (泉麗子)로 개명 |
| 이즈미 야치요   | 2월 13일  | 오사카부                   | 토요나카고등여학교         |                                     | 돈짱                        |      | 1954년   | 이즈미 레이코 (泉麗子)로 개명 |
| 稲葉町子        | 8월 10일  | 효고현 고베시              | 고베고등여학교             | 백인일수                            | 타케못짱                    |      | 1960년   | |
| 이나바 마치코   | 8월 10일  | 효고현 고베시              | 고베고등여학교             | 백인일수                            | 타케못짱                    |      | 1960년   | |
| 伊吹由紀子      | 2월 1일   | 기후현 오오가키시          | 효고현립이타미고등여학교   | 고향 이부키산                       | 잇짱                        |      | 1955년   | 이부키 유키코 (伊吹友木子)로 개명. 배우 |
| 이부키 유키코   | 2월 1일   | 기후현 오오가키시          | 효고현립이타미고등여학교   | 고향 이부키산                       | 잇짱                        |      | 1955년   | 이부키 유키코 (伊吹友木子)로 개명. 배우 |
| 宇治かほる      | 2월 20일  | 교토부 교토시              | 세이카고등여학교           |                                     | 야부상                      |      | 1957년   | 남편 재즈가수 오이다 토시오 |
| 우지 카오루     | 2월 20일  | 교토부 교토시              | 세이카고등여학교           |                                     | 야부상                      |      | 1957년   | 남편 재즈가수 오이다 토시오 |
| 宇多野ときわ    | 8월 19일  | 도쿄도                     | 사가노고등여학교           |                                     | 우-짱                       |      | 1955년   | |
| 우타노 토키와   | 8월 19일  | 도쿄도                     | 사가노고등여학교           |                                     | 우-짱                       |      | 1955년   | |
| 打出妙子        |           |                            |                            |                                     |                             |      | 1951년   | 언니 다이토 키미코 (29) |
| 우치데 타에코   |           |                            |                            |                                     |                             |      | 1951년   | 언니 다이토 키미코 (29) |
| 江藤冴子        | 4월 6일   | 오사카부                   | 이즈오고등여학교           |                                     | 테라오짱                    |      | 1957년   | 에토 이쿠코 (江藤維久子)로 개명 |
| 에토 사에코     | 4월 6일   | 오사카부                   | 이즈오고등여학교           |                                     | 테라오짱                    |      | 1957년   | 에토 이쿠코 (江藤維久子)로 개명 |
| 大倉玉子        | 6월 22일  | 효고현 고베시              | 치바현립오오하라고등여학교 |                                     | 코-도상, 쿠로짱 또는 쿠로짱 |      | 1959년   | |
| 오오쿠라 타마코 | 6월 22일  | 효고현 고베시              | 치바현립오오하라고등여학교 |                                     | 코-도상, 쿠로짱 또는 쿠로짱 |      | 1959년   | |
| 淡海千尋        | 1월 19일  | 오사카부                   | 키요미즈다니고등여학교     |                                     | 준짱                        |      | 1953년   | |
| 오오미 치히로   | 1월 19일  | 오사카부                   | 키요미즈다니고등여학교     |                                     | 준짱                        |      | 1953년   | |
| 尾乃峯子        | 1월 20일  | 도쿄도                     | 타카하시고등여학교         | 만요슈                              | 타이코                      |      | 1962년   | 하나조라 리에 (花空季衣)로 개명 |
| 오노 미네코     | 1월 20일  | 도쿄도                     | 타카하시고등여학교         | 만요슈                              | 타이코                      |      | 1962년   | 하나조라 리에 (花空季衣)로 개명 |
| 加賀葵          | 3월 15일  | 오사카부 오사카시          | 소네자키고등여학교         |                                     | 오오못짱                    |      | 1952년   | 남편 정치평론가 타케무라 켄이치 |
| 카가 아오이     | 3월 15일  | 오사카부 오사카시          | 소네자키고등여학교         |                                     | 오오못짱                    |      | 1952년   | 남편 정치평론가 타케무라 켄이치 |
| 風見のどか      |           |                            |                            |                                     |                             |      | 1951년   | |
| 카자미 노도카   |           |                            |                            |                                     |                             |      | 1951년   | |
| 柏木百々代      | 1월 12일  | 오사카부                   | 이즈오고등여학교           |                                     | 키모                        |      | 1952년   | 카시와기 모모요 (柏木百代)로 개명 |
| 카시와기 모모요 | 1월 12일  | 오사카부                   | 이즈오고등여학교           |                                     | 키모                        |      | 1952년   | 카시와기 모모요 (柏木百代)로 개명 |
| 岸住江          | 10월 11일 | 효고현 고베시              | 코시엔고등여학교           |                                     | 미츠짱                      |      | 1954년   | |
| 키시 스미에     | 10월 11일 | 효고현 고베시              | 코시엔고등여학교           |                                     | 미츠짱                      |      | 1954년   | |
| 湖城千砂香      |           |                            |                            |                                     |                             |      | 1949년   | |
| 코죠 치사코     |           |                            |                            |                                     |                             |      | 1949년   | |
| 古城月子        | 10월 21일 | 도쿄도                     | 야오고등여학교             |                                     | 후지키상                    |      | 1953년   | |
| 코죠 츠키코     | 10월 21일 | 도쿄도                     | 야오고등여학교             |                                     | 후지키상                    |      | 1953년   | |
| 小柳日鶴        | 3월 3일   | 효고현 카와니시시          | 소노다고등여학교           | 아버지가 명명                       | 마에노짱                    | 남역 | 1989년   | 조카 타카야기 미도리 (71) |
| 코야나기 히즈루 | 3월 3일   | 효고현 카와니시시          | 소노다고등여학교           | 아버지가 명명                       | 마에노짱                    | 남역 | 1989년   | 조카 타카야기 미도리 (71) |
| 桜城美園        | 8월 24일  | 오사카부                   | 제국위생학교 여학부        |                                     | 쿠보짱                      |      | 1953년   | 사쿠라기 미소노 (桜木みそ乃)로 개명. 딸 츠즈미 치나 (63)                                                                                         |
| 사쿠라기 미소노 | 8월 24일  | 오사카부                   | 제국위생학교 여학부        |                                     | 쿠보짱                      |      | 1953년   | 사쿠라기 미소노 (桜木みそ乃)로 개명. 딸 츠즈미 치나 (63)                                                                                         |
| 漣麗子          |           |                            |                            |                                     |                             |      | 1951년   | |
| 사자나미 레이코 |           |                            |                            |                                     |                             |      | 1951년   | |
| 鈴屋美姫        | 8월 19일  | 효고현 니시노미야시        | 코난고등여학교             |                                     | 오히로                      |      | 1952년   | |
| 스즈야 미키     | 8월 19일  | 효고현 니시노미야시        | 코난고등여학교             |                                     | 오히로                      |      | 1952년   | |
| 寿美花代        | 2월 6일   | 효고현 니시노미야시        | 아시야고등여학교           |                                     | 마츠짱                      | 남역 | 1963년   | 남편 타카시마 타다오 동생 치치부 미호코 (40) 조카 마츠다이라 루비 (74), 바이올리니스트 타카시마 치사코 아들 타카시마 마사히로, 타카시마 마사노부 |
| 스미 하나요     | 2월 6일   | 효고현 니시노미야시        | 아시야고등여학교           |                                     | 마츠짱                      | 남역 | 1963년   | 남편 타카시마 타다오 동생 치치부 미호코 (40) 조카 마츠다이라 루비 (74), 바이올리니스트 타카시마 치사코 아들 타카시마 마사히로, 타카시마 마사노부 |
| 高千穂ひづる    | 10월 10일 | 효고현                     | 고베여학원                 |                                     | 이쿠짱                      | 여역 | 1952년   | 남편 탤런트 오오세 코이치 아빠 프로야구심판 니데가와 노부아키 배우를 거쳐, 현재는 자영업 운영                                                    |
| 타카치호 히즈루 | 10월 10일 | 효고현                     | 고베여학원                 |                                     | 이쿠짱                      | 여역 | 1952년   | 남편 탤런트 오오세 코이치 아빠 프로야구심판 니데가와 노부아키 배우를 거쳐, 현재는 자영업 운영                                                    |
| 高月あさみ      |           |                            |                            |                                     |                             |      | 1951년   | |
| 타카츠키 아사미 |           |                            |                            |                                     |                             |      | 1951년   | |
| 瀧あけみ        | 4월 27일  | 오사카부 오사카시          | 아시야고등여학교           | 오구라 백인일수                     | 쿠라짱                      |      | 1952년   | |
| 타키 아케미     | 4월 27일  | 오사카부 오사카시          | 아시야고등여학교           | 오구라 백인일수                     | 쿠라짱                      |      | 1952년   | |
| 竹園まり子      | 9월 29일  | 미에현 토바시              | 고베여학원                 |                                     | 시게짱                      | 남역 | 1952년   | |
| 타케조노 마리코 | 9월 29일  | 미에현 토바시              | 고베여학원                 |                                     | 시게짱                      | 남역 | 1952년   | |
| 玉里由子        | 2월 10일  | 효고현 고베시 히가시나다구 | 코시엔고등여학교           | 아버지의 고향 이름에서 따옴         | 포치코                      |      | 1955년   | |
| 타마자토 요시코 | 2월 10일  | 효고현 고베시 히가시나다구 | 코시엔고등여학교           | 아버지의 고향 이름에서 따옴         | 포치코                      |      | 1955년   | |
| 千城いづる      | 8월 6일   | 오사카부 오사카시          | 히가시오오타니고등여학교   |                                     |                             |      | 1954년   | |
| 치시로 이즈루   | 8월 6일   | 오사카부 오사카시          | 히가시오오타니고등여학교   |                                     |                             |      | 1954년   | |
| 千波龍子        | 1월 27일  | 효고현 니시노미야시        | 마스타니고등여학교         |                                     | 카베상                      |      | 1958년   | |
| 치나미 료코     | 1월 27일  | 효고현 니시노미야시        | 마스타니고등여학교         |                                     | 카베상                      |      | 1958년   | |
| 月城明美        | 11월 28일 | 효고현 고베시히가시나다구  | 쇼인고등여학교             |                                     | 오다상                      |      | 1953년   | |
| 츠키시로 아케미 | 11월 28일 | 효고현 고베시히가시나다구  | 쇼인고등여학교             |                                     | 오다상                      |      | 1953년   | |
| 羽衣松子        | 12월 9일  | 도쿄도                     | 스마우라고등여학교         | 요곡                                | 치비짱                      |      | 1954년   | |
| 하고로모 마츠코 | 12월 9일  | 도쿄도                     | 스마우라고등여학교         | 요곡                                | 치비짱                      |      | 1954년   | |
| 春ひとみ        | 1월 15일  | 오사카부                   | 교토부립제1고등여학교      |                                     | 야마코상                    |      | 1952년   | |
| 하루 히토미     | 1월 15일  | 오사카부                   | 교토부립제1고등여학교      |                                     | 야마코상                    |      | 1952년   | |
| 春名初美        | 1월 27일  | 오사카부 이케다시          | 토요나카고등여학교         |                                     | 핫짱                        |      | 1953년   | |
| 하루나 하츠미   | 1월 27일  | 오사카부 이케다시          | 토요나카고등여학교         |                                     | 핫짱                        |      | 1953년   | |
| 晴野千草        |           |                            |                            |                                     |                             |      | 1950년   | |
| 하루노 치구사   |           |                            |                            |                                     |                             |      | 1950년   | |
| 槇克己          | 10월 24일 | 오사카부                   | 시죠오나와테고등여학교     |                                     | 히라카와상                  | 여역 | 1964년   | 남편 다카라즈카 시장 正治秦一 |
| 마키 카츠미     | 10월 24일 | 오사카부                   | 시죠오나와테고등여학교     |                                     | 히라카와상                  | 여역 | 1964년   | 남편 다카라즈카 시장 正治秦一 |
| 摩耶みどり      | 12월 15일 | 효고현 고베시              | 쿠라요시고등여학교         |                                     | 오-가미상                   |      | 1953년   | 동생 배우 시키 카오루 |
| 마야 미도리     | 12월 15일 | 효고현 고베시              | 쿠라요시고등여학교         |                                     | 오-가미상                   |      | 1953년   | 동생 배우 시키 카오루 |
| 美咲佳代子      | 8월 16일  | 효고현 아코우시            | 바이카고등여학교           |                                     | 히라오짱                    |      | 1952년   | |
| 미사키 카요코   | 8월 16일  | 효고현 아코우시            | 바이카고등여학교           |                                     | 히라오짱                    |      | 1952년   | |
| 美島悠紀子      |           |                            |                            |                                     |                             |      | 1950년   | |
| 미시마 유키코   |           |                            |                            |                                     |                             |      | 1950년   | |
| 水代玉藻        | 1월 1일   | 오사카부 오사카시          | 쇼인고등여학교             | 물에 둘러싸인 타마모성 (타카마츠성) | 캇짱, 카시마상              |      | 1983년   | |
| 미즈시로 타마모 | 1월 1일   | 오사카부 오사카시          | 쇼인고등여학교             | 물에 둘러싸인 타마모성 (타카마츠성) | 캇짱, 카시마상              |      | 1983년   | |
| 御園千種        | 6월 27일  | 토야마현                   | 토요나카고등여학교         |                                     | 타네코                      |      | 1952년   | 미소노 테루요 (御園輝世)로 개명 |
| 미소노 치구사   | 6월 27일  | 토야마현                   | 토요나카고등여학교         |                                     | 타네코                      |      | 1952년   | 미소노 테루요 (御園輝世)로 개명 |
| 雅章子          | 2월 20일  | 효고현 다카라즈카시        | 다카라즈카가정학교         | 오빠의 이름                         | 후쿠짱                      |      | 1960년   | 본명 카네다 토시코 (金田敏子) 남편 프로야구선수・감독 카네다 마사이치 아들 배우 카네다 켄이치                                                    |
| 미야비 노리코   | 2월 20일  | 효고현 다카라즈카시        | 다카라즈카가정학교         | 오빠의 이름                         | 후쿠짱                      |      | 1960년   | 본명 카네다 토시코 (金田敏子) 남편 프로야구선수・감독 카네다 마사이치 아들 배우 카네다 켄이치                                                    |
| 八坂恵子        | 9월 25일  | 교토부 교토시              | 오오타니고등여학교         |                                     | 나카가와상                  |      | 1953년   | |
| 야사카 케이코   | 9월 25일  | 교토부 교토시              | 오오타니고등여학교         |                                     | 나카가와상                  |      | 1953년   | |
| 雪丘千鶴        | 2월 16일  | 후쿠이현                   | 코시엔고등여학교           |                                     | 데코                        |      | 1951년   | |
| 유키오카 치즈루 | 2월 16일  | 후쿠이현                   | 코시엔고등여학교           |                                     | 데코                        |      | 1951년   | |
| 吉野みゆき      |           |                            |                            |                                     |                             |      | 1949년   | |
| 요시노 미유키   |           |                            |                            |                                     |                             |      | 1949년   | |
| 蘭かほり        |           |                            |                            |                                     |                             |      | 1950년   | |
| 란 카오리       |           |                            |                            |                                     |                             |      | 1950년   | |
| 若樹苑子        | 4월 25일  | 효고현                     | 소노다가쿠엔               | 겐지모노가타리                      | 오-짱                       |      | 1952년   | 와카기 미노리(若樹美乃里)로 개명. 성우 오오타 요시코 남편 성우 사카 오사무 숙모 하나타니 케이코                                                  |
| 와카기 소노코   | 4월 25일  | 효고현                     | 소노다가쿠엔               | 겐지모노가타리                      | 오-짱                       |      | 1952년   | 와카기 미노리(若樹美乃里)로 개명. 성우 오오타 요시코 남편 성우 사카 오사무 숙모 하나타니 케이코                                                  |
| 若月香里        |           |                            |                            |                                     |                             |      | 1951년   | |
| 와카츠키 카오리 |           |                            |                            |                                     |                             |      | 1951년   | |
| 亘美智代        |           |                            |                            |                                     |                             |      | 1949년   | |
| 와타리 미치요   |           |                            |                            |                                     |                             |      | 1949년   | |